# Amay Laoni
 (juillet 2025).
Il peut être nécessaire de l'améliorer pour respecter le principe de neutralité de point de vue. 

 (juillet 2025).
Si vous disposez d'ouvrages ou d'articles de référence ou si vous connaissez des sites web de qualité traitant du thème abordé ici, merci de compléter l'article en donnant les références utiles à sa vérifiabilité et en les liant à la section « Notes et références ».
Amay Laoni (anciennement Amé), Amélie Larocque de son vrai nom, originaire de Sherbrooke (Québec) Canada, est une autrice-compositrice-interprète québécoise.

## Biographie
Amay Laoni lance son premier album Sa couleur, en mars 2018, sous Oblik Records. En octobre 2020, elle lance son deuxième album Le tournant, chez Oblik Records. Sa chanson « Déjà-vu » s’est retrouvée sur la campagne publicitaire de Coca-cola pour l’été 2019. La chanteuse a raflé le #1 des radios correspondantes durant 4 semaines consécutives pour cette chanson qui s’est également retrouvée #1 du palmarès Ici Musique Radio-Canada. En avril 2025, elle lance son troisième album intitulé Le cœur des oiseaux de cendres, publié sous l’étiquette Oblik Records.
Lors de l'émission spéciale d'En direct de l'univers (Radio-Canada) sur Rita Baga, Amay Laoni était l'artiste que Rita souhaitait faire découvrir au grand public.
Avant d'être connue comme interprète, Amay Laoni était connue pour ses compositions de chansons. Elle a écrit plusieurs chansons pour des artistes québécois : 2Frères, Jérôme Couture, Jeanick Fournier et Marc Dupré. En 2016, Amélie Larocque et Marc Dupré remportent le Félix de la chanson de l'année pour la chanson Ton départ.

## Discographie

### Singles
- Ça va - Version acoustique ( avril 2020)
- Ose-moi (feat. Damien Lauretta) (septembre 2021)
- Du tout (Remix) (février 2022)
- Coeur (septembre 2022)
- À contresens (feat. Izzy-S) (juin 2023)
- Démesurée - Version acoustique (février 2024)
- Plus grande que moi (janvier 2025)

## Vidéographie
- Démesurée (2023)
- Jouer pour jouer (2024)
- Tous les gestes, les mots (2025)[6]